# Halimolobos diffusa
Halimolobos diffusa là một loài thực vật có hoa trong họ Cải. Loài này được (A. Gray) O.E. Schulz mô tả khoa học đầu tiên năm 1924.